# Euro Alliance of Payment Schemes
A Euro Alliance of Payment Schemes s.c.r.l.  (EAPS) é uma aliança europeia de seis sistemas nacionais de cartões de débito, constituída em 7 de novembro de 2007. Baseada na capital belga Bruxelas, a aliança visa atornar compatível a interligação dos respectivos sistemas e a facilitação nas transações monetárias. Antes da fundação da EAPS só foi possível pagar com um cartão de débito em toda Europa usando a MasterCard Maestro (MasterCard) ou cartões de débito da Visa (Visa Electron e Visa Debit).

## Parceiros fundadores
- COGEBAN (PagoBancomat e Bancomat), Itália
- EPCS European Payment Card Solution GmbH (electronic cash) e Deutsches Geldautomatensystem (Alemanha)
- European Savings Banks Financial Services s.c.r.l.,  rede pan-europeia (domiciliada em Bruxelas)
- EURO 6000 S.A., Espanha
- LINK Interchange Network Ltd., (Reino Unido)
- Sociedade Interbancaria de Servicos S.A. (SIBS), Multibanco (Portugal)

Na Europa, os seis parceiros representam mais de 222 milhões de cartões de pagamento, 2,1 milhões de caixas eletrônicas e 189 mil caixas automáticas.